# Финал Кубка Казахстана по футболу 2008
Финал Кубка Казахстана по футболу 2008 состоялся 16 ноября 2008 года на стадионе «Центральный» в Алма-Ате. В нём встречались «Алма-Ата» и «Актобе».

## Новый трофей
В 2008 году был разработан новый дизайн трофея (пятый за историю турнира). Он представлял собой гладкий ствол, переходящий в футбольный мяч с картой Казахстана. Навершием являлся беркут с распростёртыми крыльями и эмблемой ФФК.

## Путь к финалу
| Алма-Ата                       | Алма-Ата  | Алма-Ата | Раунд          | Актобе            | Актобе    | Актобе   |
| ------------------------------ | --------- | -------- | -------------- | ----------------- | --------- | -------- |
| Соперник                       | Результат | Счёт     |                | Соперник          | Результат | Счёт     |
| Аксу (Степногорск)             | 3:0       | 3:0      | 1/16 финала    |                   |           |          |
| Мегаспорт (Алма-Ата)           | 4:1       | 4:1      | 1/8 финала     | Атырау            | 5:0       | 5:0      |
| Есиль-Богатырь (Петропавловск) | 4:1       | 3:0; 1:1 | Четвертьфиналы | Кайрат (Алма-Ата) | 3:0       | 1:0; 2:0 |
| Восток (Усть-Каменогорск)      | 7:4       | 2:2; 5:2 | Полуфиналы     | Тобол (Костанай)  | 2:1       | 1:1; 1:0 |

## Отчёт о матче
| 16 ноября 2008      | \| Алма-Ата (Алма-Ата) \| 1:3 \| Актобе (Актобе) \| \| Коструб 22′ \| Голы \| Струков 34′, 36′ · Головской 86′ \| | Центральный стадион Алма-Ата Зрителей: 7 000 Судья: Дузмамбетов (Усть-Каменогорск) |
| Алма-Ата (Алма-Ата) | 1:3 | Актобе (Актобе)                                                                    |
| Коструб 22′         | Голы | Струков 34′, 36′ · Головской 86′                                                   |

| Победитель Кубка Казахстана по футболу 2008 |
| ------------------------------------------- |
| Актобе (Актобе) Первый титул                |